# Trasduttore di spostamento induttivo
Il trasduttore di spostamento induttivo è un dispositivo elettrico che permette la misura di uno spostamento lineare.

## Generalità
I trasduttori di spostamento induttivi si basano sulle proprietà che possiedono i bipoli induttivi caratterizzati dal parametro induttanza:
{\displaystyle L=\mu _{0}\mu _{r}{\dfrac {N^{2}S}{l}}}
Quindi considerando un circuito composto da: un generatore di tensione, un amperometro e un induttore (bobina avvolta, vedi figura), per il quale sia possibile variare, attraverso uno spostamento, uno dei parametri della relazione precedente, ad esempio {\displaystyle l_{a}}, si può rilevare con l'amperometro la corrente caratterizzante lo spostamento suddetto.
Per questo tipo di circuito l'induttanza è data anche da: {\displaystyle L={\frac {N^{2}}{\Re }}} dove {\displaystyle \Re } è detta riluttanza. Questa, per il circuito in figura, si divide parte in aria e parte nel ferro dando luogo ad un totale:
{\displaystyle \Re =\Re _{f}+\Re _{a}}
Essendo {\displaystyle \mu _{f}>1000\mu _{a}} anche se {\displaystyle l_{f}>l_{a}} la riluttanza totale è dovuta praticamente tutta all'aria: {\displaystyle \Re \approx \Re _{a}} e quindi {\displaystyle L={\frac {N^{2}}{\Re _{a}}}}
Se il circuito è alimentato con una tensione sinusoidale del tipo {\displaystyle V=V_{0}\sin \omega t} scrivendo la legge di Ohm si ha:
{\displaystyle V=(R+j\omega L)\cdot I}

Schema di un sensore di prossimità a riluttanza variabile.

Se si riesce a realizzare il circuito con un elevato fattore di merito {\displaystyle Q={\frac {X_{L}}{R}}} si può approssimare la legge di Ohm come segue:
{\displaystyle V=j\omega L\cdot I=j\omega {\frac {N^{2}}{\Re _{a}}}I=j\omega \mu _{0}\mu _{a}{\dfrac {N^{2}S}{l_{a}}}I}
Passando ai valori efficaci di tensione e corrente, risolvendo in funzione della corrente (che rappresenta l'uscita del trasduttore) e ponendo lo spostamento {\displaystyle l_{a}={\frac {x}{2}}}, si può scrivere:
{\displaystyle I_{\mathrm {eff} }={\dfrac {2V_{\mathrm {eff} }}{\omega N^{2}\mu _{0}\mu _{a}S}}\cdot x}
che rappresenta l'uscita del trasduttore letta dall'amperometro.
La sensibilità del trasduttore risulta costante:
{\displaystyle S={\dfrac {\Delta I}{\Delta x}}={\frac {2V_{\mathrm {eff} }}{\omega N^{2}\mu _{0}\mu _{a}S}}}
Questi tipi di trasduttivi sono detti non a contatto.

## Trasduttori induttivi non a contatto
Se al posto della bobina si usa un magnete permanente intorno al quale è avvolto un filo conduttore per {\displaystyle N} spire, ai capi di quest'ultimo verrà indotta una tensione {\displaystyle V_{u}} se, nel circuito magnetico così formato, c'è una variazione di flusso magnetico {\displaystyle \Phi } dovuta ad uno spostamento {\displaystyle x}. Per la legge di Faraday si può scrivere:
{\displaystyle V_{u}=-N{\frac {d\Phi }{dt}}=-N{\frac {d\Phi }{dx}}\cdot {\frac {dx}{dt}}=-N{\frac {d\Phi }{dx}}\cdot {\dot {x}}}
Essendo l'uscita del trasduttore proporzionale alla velocità, per ottenere lo spostamento occorrerà trattare il segnale elettrico con un circuito integratore.
Con geometrie costruttive opportune è possibile realizzare trasduttori a bobina mobile (la quale è sospesa elasticamente intorno all'espansione polare di un magnete) e progettare il microfono che come è noto trasforma le vibrazioni acustiche (onde elastiche) in segnali elettrici.
Pregio di questi trasduttori è quello di essere reversibili. Infatti realizzando forme e avvolgimenti appositi, si può trasformare segnali elettrici in onde elastiche e quindi vibrazioni acustiche. Si costruisce così l'altoparlante.

## LVDT (Linear Variable Displacement Transducer)

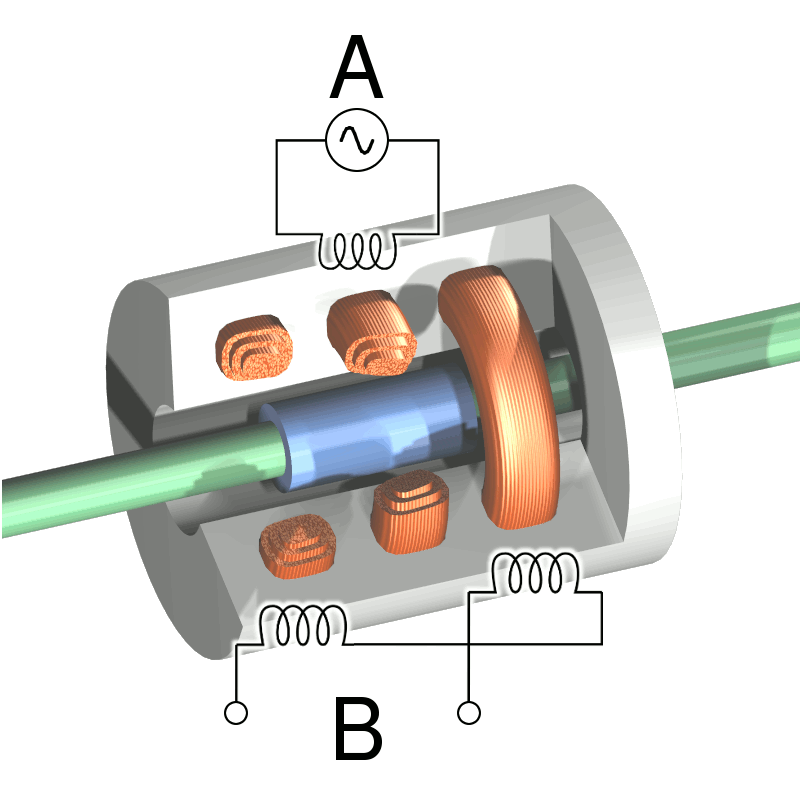
Sezione di un LVDT. La tensione è applicata all'avvolgimento primario A, causando una corrente indotta nell'avvolgimento secondario B.

Il trasduttore di spostamento induttivo, noto anche come LVDT, è un dispositivo elettromagnetico usato per la misura di piccoli spostamenti.

### Realizzazione
Il trasduttore è realizzato mediante un tubo composto da tre avvolgimenti disposti con assi paralleli e con all'interno un nucleo cilindrico ferromagnetico mobile, normalmente caratterizzato da un'alta permeabilità magnetica. L'avvolgimento centrale è detto primario e gli altri due secondari: quello primario è collegato ad un generatore di tensione AC, ai capi dei secondari invece si misura la tensione d'uscita.
Quando è applicata la tensione al primario, sugli altri due viene indotta una forza elettromotrice per via delle mutue induzioni tra gli avvolgimenti. Per la disposizione degli avvolgimenti in uscità si avrà:
{\displaystyle E_{0}=E_{1}-E_{2}=(M_{1}-M_{2}){\frac {di_{A}}{dt}}}
Con {\displaystyle M_{1}={\sqrt {L_{1}\cdot L_{A}}}} ed {\displaystyle M_{2}={\sqrt {L_{2}\cdot L_{A}}}} si sono indicati i coefficienti di mutua induzione tra l'avvolgimento primario e i due secondari.
Quando il nucleo è al centro, la tensione indotta sugli avvolgimenti secondari, essendo questi avvolti in senso discorde è uguale ma opposta, di modo che il segnale di tensione misurato sia praticamente nullo. Allo spostarsi del nucleo, invece, le mutue induttanze cambiano, e a seconda che si sposti a sinistra o a destra risulterà maggiore l'accoppiamento induttivo con il secondario rispettivamente di sinistra o destra. Di conseguenza il segnale in uscita varierà proporzionalmente allo spostamento del nucleo.
Per tradurre il segnale di uscita del LVDT si usano i cosiddetti demodulatori discriminatori di fase. Questi sono dei dispositivi elettronici che permettono di estrarre il valore efficace della tensione che rappresenta lo spostamento, e interpretare da quale parte dello zero avviene lo spostamento. Il più noto di tutti utilizza un doppio ponte di Graetz che raddrizza il segnale alternato proveniente dagli avvolgimenti secondari e ne fa la somma algebrica. A seconda del segno della somma si è in grado di capire da quale parte dello zero è avvenuto lo spostamento.
L'LVDT è un trasduttore molto sensibile in grado di misurare spostamenti dell'ordine delle frazioni di micròmetro. A seconda  della frequenza di alimentazione del primario e della massa del nucleo si hanno frequenze di taglio di alcune centinaia di hertz e quindi buone risposte dinamiche a spostamenti velocemente variabili nel tempo.

## RVDT (Rotary Variable Differential Transformer)
Un Trasformatore Differenziale Variabile Rotazionale (RVDT) è un tipo di trasformatore elettrico utilizzato per la misura di spostamenti angolari. Più precisamente è un trasduttore elettromeccanico che fornisce un'uscita in corrente linearmente proporzionale allo spostamento angolare rilevato in ingresso.
Gli RVDT sono trasduttori di spostamento angolare, la logica di funzionamento è sempre quella dell’LVDT: quello che cambia è che l’accoppiamento fra la bobina primaria (alimentazione) e i due secondari viene modificato a seguito di rotazioni di un nucleo ferromagnetico, invece che a seguito di traslazioni dello stesso. La forma geometrica del nucleo ferromagnetico è simile, per gli RVDT, a quella di una camma. Questo infatti permette di far variare l'uscita in base alla sua posizione angolare. Se invece della geometria a camma, si usasse una geometria cilindrica, l'uscita sarebbe costante indipendentemente dalla posizione angolare assunta dal nucleo ferromagnetico.